# Mccloudia
Mccloudia es un género de foraminífero bentónico de la subfamilia Schwagerininae, de la familia Schwagerinidae, de la superfamilia Fusulinoidea, del suborden Fusulinina y del orden Fusulinida. Su especie tipo es Eoparafusulina contracta. Su rango cronoestratigráfico abarca desde el Sakmariense hasta el Wolfcampiense medio (Pérmico inferior).

## Discusión
Clasificaciones más recientes incluyen Mccloudia en la superfamilia Schwagerinoidea, y en la subclase Fusulinana de la clase Fusulinata.

## Clasificación
Mccloudia incluye a las siguientes especies:
- Mccloudia amabilis †
- Mccloudia bella †
- Mccloudia brevis †
- Mccloudia contracta †
- Mccloudia epicharis †
- Mccloudia explanata †
- Mccloudia fusina †
- Mccloudia huabeiensis †
- Mccloudia majuscula †
- Mccloudia ovata †
- Mccloudia paraconcisa †
- Mccloudia specialis †
- Mccloudia ventricosa †